# Medmassa
Genre
Synonymes
- Megaera Simon 1877 nec Wagler, 1830
- Astratea Thorell, 1890

Medmassa est un genre d'araignées aranéomorphes de la famille des Corinnidae.

## Distribution
Les espèces de ce genre se rencontrent en Asie du Sud-Est, en Océanie et en Afrique.

## Liste des espèces
Selon World Spider Catalog (version 25.0, 10/05/2024) :
- Medmassa celebensis (Deeleman-Reinhold, 1995)
- Medmassa christae Raven, 2015
- Medmassa diplogale Deeleman-Reinhold, 2001
- Medmassa frenata (Simon, 1877)
- Medmassa insignis (Thorell, 1890)
- Medmassa kltina (Barrion & Litsinger, 1995)
- Medmassa lingshui Lu & Li, 2023
- Medmassa postica Kadam, Tripathi & Sankaran, 2024
- Medmassa pulchra (Thorell, 1881)
- Medmassa sagax Tripathi, Kadam & Sankaran, 2024
- Medmassa semiaurantiaca Simon, 1909
- Medmassa tigris (Deeleman-Reinhold, 1995)
- Medmassa torta Jin, H. Zhang & F. Zhang, 2019

## Systématique et taxinomie
Megaera Simon 1877, préoccupé par Megaera Wagler, 1830, a été remplacé par Medmassa par Simon en 1887.
Astratea a été placé en synonymie par Deeleman-Reinhold en 2001.

## Publications originales
- Simon, 1887 : « Observation sur divers arachnides: synonymies et descriptions. 1. » Annales de la Société Entomologique de France, sér. 6, vol. 7, p. 158-159 (texte intégral).
- Simon, 1877 : « Études arachnologiques. 5e Mémoire. IX. Arachnides recueillis aux îles Philippines par MM. G. A. Baer et Laglaise. » Annales de la Société Entomologique de France, sér. n. 5, vol. 7, p. 53-96 (texte intégral).